# Klaus Reichert
Pour les articles homonymes, voir Reichert.
Klaus Reichert est un fleurettiste allemand né le 3 juin 1947 à Hanau.

## Carrière
Klaus Reichert concourt aux épreuves d'escrime aux Jeux olympiques d'été de 1972 à Munich, terminant cinquième de l'épreuve de fleuret par équipe. Il participe à l'épreuve de fleuret par équipe lors des Jeux olympiques d'été de 1976 à Montréal et remporte avec ses partenaires ouest-allemands Thomas Bach, Harald Hein, Matthias Behr et Erk Sens-Gorius la médaille d'or. Il termine treizième de l'épreuve individuelle. Aux Jeux olympiques d'été de 1984 à Los Angeles, il se classe second par équipe avec Matthias Behr, Harald Hein, Matthias Gey et Frank Beck.